# Athysanella whitcombi
Athysanella whitcombi är en insektsart som beskrevs av Blocker 1988 . Athysanella whitcombi ingår i släktet Athysanella och familjen dvärgstritar. Inga underarter finns listade i Catalogue of Life.